# Le Poinçonnet-Panazol
Pour les articles homonymes, voir Limoges (homonymie).
Le Poinçonnet-Panazol (anciennement Châteauroux-Limoges puis Le Poinçonnet-Limoges) est une course cycliste française disputée au mois de mars dans les départements de l'Indre et de la Haute-Vienne. Créée en 1980, cette épreuve est dirigée par le même comité d'organisation que le Tour du Limousin. Elle a pour lieu d'arrivée Panazol depuis 2019.

## Histoire
À sa création en 1980, l'épreuve se déroulait le 1er mai et était réservée aux professionnels. Des cyclistes français réputés comme que Martial Gayant, Yvon Madiot, Charly Mottet, Pascal Simon ou Yvon Ledanois figurent au palmarès. En 1990, la course a pour départ Clermont-Ferrand et est rebaptisée "Grand Prix du Muguet".
L'Union Vélocipédique Limousine relance l'épreuve en 2012. Elle fait désormais partie du calendrier national de la Fédération française de cyclisme.
L'édition 2020 est annulée en raison du contexte sanitaire lié à la pandémie de Covid-19.

## Palmarès
| Année                 | Vainqueur                 | Deuxième            | Troisième               |
| --------------------- | ------------------------- | ------------------- | ----------------------- |
| Châteauroux-Limoges   |                           |                     |                         |
| 1980                  | Bernard Becaas            | André Mollet        | Patrick Hosotte         |
| 1981                  | Pierre-Raymond Villemiane | Dominique Garde     | Marc Durant             |
| 1982                  | Jean-François Chaurin     | Frédéric Brun       | Régis Clère             |
| 1983                  | Jean-François Rault       | Hubert Graignic     | Patrick Perret          |
| 1984                  | Martial Gayant            | Pierre Le Bigaut    | Dominique Garde         |
| 1985                  | Yvon Madiot               | Éric Boyer          | Bernard Vallet          |
| 1986                  | Bruno Cornillet           | Éric Caritoux       | Yves Bonnamour          |
| 1987                  | Charly Mottet             | Jean-Claude Colotti | Gilbert Duclos-Lassalle |
| 1988                  | Pascal Simon              | Luc Leblanc         | Jean-Claude Colotti     |
| 1989                  | Frédéric Garnier          | Pascal Hendrickx    | Christian Chaubet       |
| 1990                  | Yvon Ledanois             | Pascal Richard      | Luc Leblanc             |
| 1991-2011             | Non disputé               |                     |                         |
| 2012                  | Samuel Plouhinec          | Julien Lamy         | Mickaël Larpe           |
| 2013                  | Mickaël Larpe             | Ronan Racault       | Julien Schick           |
| 2014                  | Théo Vimpère              | Kévin Soubes        | Fabien Fraissignes      |
| 2015                  | Sylvain Georges           | Julen Mitxelena     | Nans Peters             |
| Le Poinçonnet-Limoges |                           |                     |                         |
| 2016                  | Théo Vimpère              | Guillaume Gaboriaud | Samuel Plouhinec        |
| 2017                  | Alexandre Jamet           | Yoann Paillot       | Boris Orlhac            |
| 2018                  | Yoann Paillot             | Sten Van Gucht      | Jérémy Defaye           |
| 2019                  | Jérôme Mainard            | Maxime Urruty       | Boris Orlhac            |
| 2020                  | annulé                    |                     |                         |
| Le Poinçonnet-Panazol |                           |                     |                         |
| 2021                  | Thomas Acosta             | Maxime Jarnet       | Thomas Devaux           |
| 2022                  | Valentin Retailleau       | Morne van Niekerk   | Baptiste Vadic          |
| 2023                  | Killian Théot             | Oliver Knight       | Martin Tjøtta           |
| 2024                  | Alexandre Jamet           | Julien Marin        | Thomas Morichon         |
| 2025                  | Tom Lambert Wetzel        | Jamie Meehan        | Camille Charret         |